# الانتحار في العصور القديمة
كان الانتحار حدثا على نطاق واسع في العصور القديمة. كانت هناك العديد من الأشكال المختلفة المستخدمة والعديد من الأسباب المختلفة للانتحار. لأن أخذ حياة المرء هو المواجهة أخلاقيا، وهناك العديد من وجهات النظر المختلفة عن الانتحار. هذه وجهات نظر، على الرغم من أن البعض قد ينظر فيها الحديث، ترسخت في العصور القديمة.

## تاريخ الانتحار
يضع قاموس أوكسفورد الإنكليزية التواجد الأول للكلمة في 1651. ومع ذلك كان ينظر الانتحار مع الكثير من الاشمئزاز، لذلك كثير [من؟] لم يضع الكلمة في القواميس، ناهيك عن المفردات. استخدموا عبارات مثل «قتل النفس»، «قتل النفس»، و«ذبح الذاتي» بدلا من الانتحار. ورأوا هذه العبارات صورت من الأنسب مدى قرب المتعلقة القتل.
لأنه كان يعتقد أن الانتحار يرتبط ارتباطا وثيقا القتل، تقلق كثيرين عن رفاهية الروح لمن انتحر. أصبح هذا سؤال ديني كبير، وهناك العديد من الآراء الدينية المختلفة في الانتحار.
في نهاية المطاف، وكثير من العلماء والأطباء يعتبر الانتحار باعتباره مرض ممكن. بدأ الأطباء على افتراض الناس الملتزمين فقط الانتحار عندما كانت مريضة عقليا. هناك فوائد لمدعيا أنها مشكلة طبية. بدلا من إدانة شخص وغمط أسرهم، وأصبح التعاطف الاستجابة. «قانون تجريم تم في نهاية المطاف: يمكن الآن أن يدفن انتحار ناجحة وكانت عائلته لم تعد المحرومين. كان يدخر انتحار فاشلة التنفيذ».
ومع ذلك، مع هذه المزايا جاء بعض العيوب أيضا. وقال الفاريز في كتابه سافاج الله «، وعلى الرغم من كل الحديث عن الوقاية، قد يكون من أن الانتحار هو مرفوضا من قبل الباحث الاجتماعي كما تماما كما كان من قبل المسيحي الأكثر العقائدي». هذا يشير إلى حقيقة أن المزيد من الناس بدأ الاعتراف الانتحار كما بمرض عقلي، كلما ابتعدت عن فكرة كونها عمل خاطئ أخلاقيا أو مسألة دينية.

## الأسباب القديمة للانتحار
اليوم أسباب الانتحار كثيرة، والطرق لتحقيق ذلك هي واسعة. في العصور السابقة، وجدت بعض أن يكون السبيل الوحيد لتخليص لهم من الفشل. وقال إليز حامية أن العديد من الضحايا الانتحارية القديمة، «[كان] مصممة على استعادة الشرف المفقود واستعادة التوازن للمجتمع».
يشير حامية أيضا لأعمال إميل دوركهايم. تقول أن دوركهايم يتحدث عن الناس يجري في أنواع وفئات مختلفة. تحديد أي فئة كانوا في، يمكن أن تقرر السبب أنها الانتحار. «فئات دوركهايم [هم] -egoistic، الإيثار، حبسة التسمية، جبري».
ويوضح دوركهايم أن الناس الأناني على التفكير والتفكير في كل شيء. فإنها تميل إلى أن لديهم معرفة عالية، وعدم الاندماج في المجتمع بشكل جيد. البروتستانت، على سبيل المثال، قد الافتراضي إلى شخصية الأناني. الشخص الإيثار يحط أنفسهم ويعامل رأي الفريق عالية جدا. أولئك الذين يقودون صارمة جدا نمط الحياة أو هي الدين الذي هو صارمة جدا على الطاعة (مثل الكاثوليكية واليهودية). يعتبر التضحية بالنفس جزء من الانتحار الإيثار. انتحار حبسة التسمية يمكن أن تنجم عن شخص لا سيطرة أو الحد رغباتهم. أنها تلبية كل رغبة، وليس لها أي تنظيم. من ناحية أخرى، سوف تحدث الانتحار القدري عادة في شخص لديه التنظيم العالي ولا يرضي الكثير من رغباتهم. في حين تطبق هذه الفئات إلى الانتحار اليوم، فمن هذه الأنواع من الشخصيات التي جعلت الناس أكثر عرضة للانتحار قديما.
في الهند القديمة، كانت تمارس شكلين الانتحار الإيثار. كان واحدا Jauhar، وهو نوع من انتحار جماعي من قبل النساء من المجتمع عندما عانت رجالهن الهزيمة في المعركة؛ الآخر كان ساتي، وهو انتحار أرملة في محرقة جنازة زوجها أو بعد الحرق.

## الانتحار في اليونان القديمة
لأن الانتحار كان قضية مثيرة للجدل، ونوقشت في جميع المدارس الفلسفية في العالم اليوناني الروماني. يقول JM ريست «منذ الأيام الأولى من المدرسة الرواقية مشكلة الانتحار... مشكلة من الإرادة الحرة». شكلت كل مدرسة رأيهم الخاص بشأن العواقب والمعاني الأخلاقية للانتحار. في نهاية المطاف جاء العديد من اليونانيين للنظر انتحاري عمل بطولي. وقال AD نوك «، وكان هناك سحر معين حول الموت اختار النفس».

### الفلاسفة في اليونان القديمة

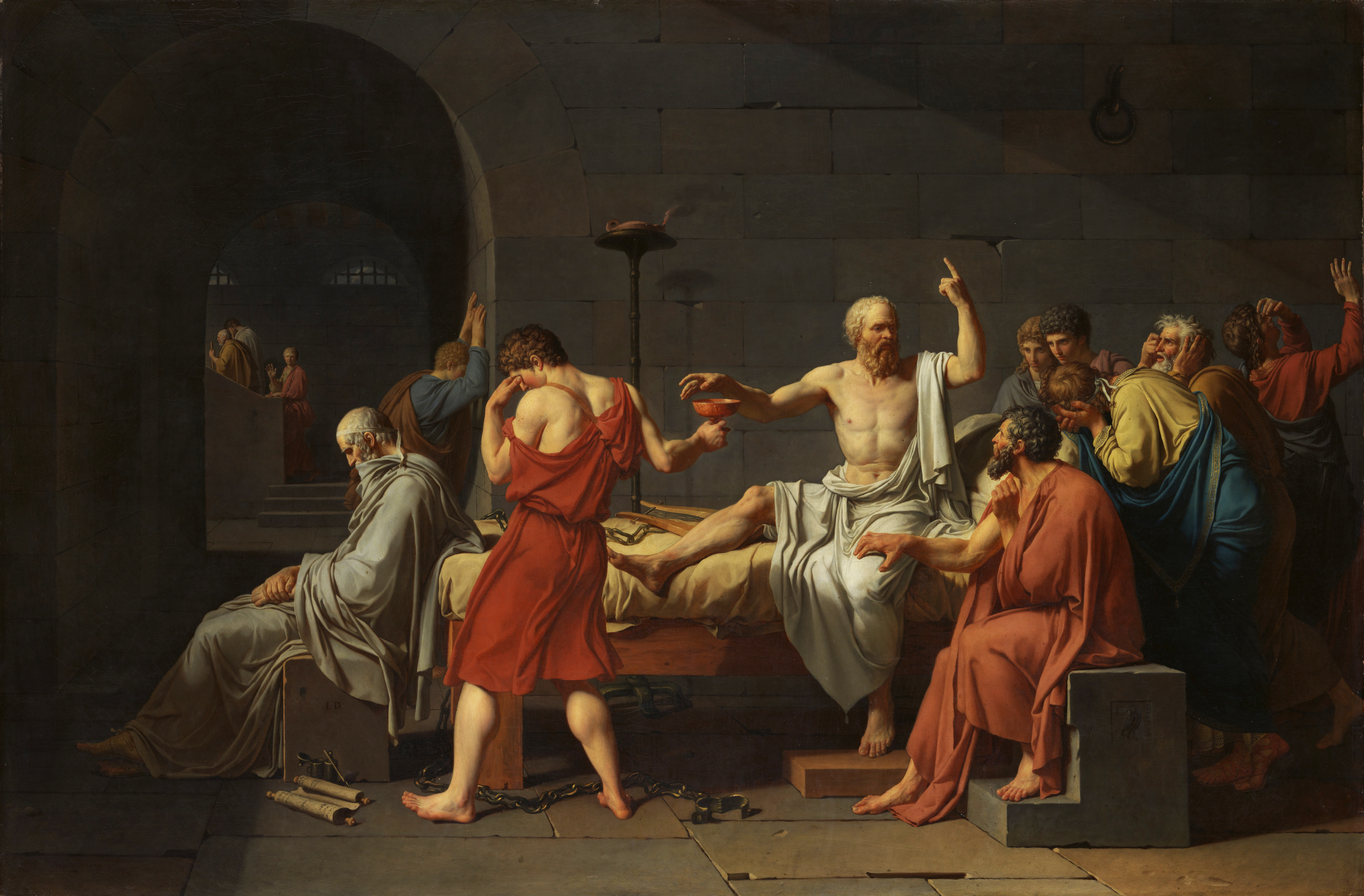
جاك لويس ديفيد، موت سقراط ، 1787.

كان واحدا من العديد من الفلاسفة التي وضعت رأي حول الانتحار سقراط. ويقول في نهاية المطاف الانتحار «، وهو الرجل الذي هو واحد من ممتلكات الله، لا ينبغي أن يقتل نفسه 'حتى يرسل الله بعض إكراه الله عليه وسلم، كما انه يرسل إكراه علينا في الوقت الحاضر». لم سقراط لا يتفق مع الانتحار. ورأى أن أدان فيه الشخص الذي انتحر. الدفاع عن انتحاره في نهاية المطاف هو مفصل في تقرير مكتوب أفلاطون في الاعتذار. على الرغم من أنه حكم عليه بالإعدام من قبل الدولة، وكان سقراط فرصة للهروب ورفض، واختارت بدلا من شرب الشوكران.
وكان آخر فيلسوف شهرة في العالم اليوناني الروماني مع وجهات نظر قوية حول هذا الموضوع أفلاطون. علينا أن نتعلم من JM ريست ان «في فيدو أفلاطون يسمح ثغرة صغيرة جدا في إدانته للممارسات اليونانية المتكررة للانتحار... ما ينبغي للرجل أن يعاني، يسأل أفلاطون، وإذا كان يقتل لتي هي حقا تلقاء نفسه... وهذا هو، إذا كان يأخذ حياته الخاصة؟» يعتقد أفلاطون أن الدولة والآلهة، وترافقت«وبالتالي جرائم ضد الدولة وجرائم ضد الآلهة، والعكس بالعكس. عندما يقتل الرجل نفسه دون سبب وجيه... ارتكابه لجريمة». هذا يسمح للدولة الحق في معاقبة. ومع ذلك، فإن هذا لا يعني أن الانتحار كان غير مقبول تماما. إذا كان أي شيء، يعتقد أفلاطون أن الانتحار كان مقبولا في بعض الظروف.
أرسطو يعتقد أيضا أن الانتحار كان مقبولا في بعض الظروف. ورأى أن «أخذ حياة المرء الخاصة لتجنب الفقر أو الرغبة أو الألم هو جبان... جبان أو بالأحرى». على الرغم من انه يعتقد هذا، ورأى أيضا أن سمح لها إذا أمرت الدولة عليه. وكانت حالة سقراط مثالا على هذا البيان.

### النهج الرواقية
شملت الرواقية اعتقاد معظم اليونانيين عندما جاء إلى الانتحار. المتحملون، مثل أفلاطون وأرسطو، يعتقد أن الانتحار كان خاطئا إلا في بعض الظروف. زينو يعتقد أن «الله يعطي إشارة للمغادرة الفرد». أنها ليست سوى في هذا الظرف أن الانتحار هو مقبول. عندما أعطى الله علامة، ثم وبعد ذلك فقط لأنه من الناحية الأخلاقية مقبول لإنهاء حياة المرء. هذا هو الاعتقاد لأنه بعد إعطاء إشارة إلى أن سمح الله الحياة إلى أن ينتهي. هذا هو لأنه قد تم تحقيق عمل أو واجب من ذلك الشخص.

## حسابات الكتاب المقدس
الكتاب المقدس المسيحي، القديم والجديد، لديها خمسة حسابات الانتحار المسجلة.

### الأمثلة في العهد القديم
حساب واحد هو أن شمشون. وكان شمشون قد باركها الرب مع قوة كبيرة ولكن فقدت هذه النعمة. انه اذن سجنوا من قبل الفلسطينيين. وقد وجه شمشون قبل الفلسطينيين لتسلية لهم ويميل ضد عمود دعم المعبد كانوا جميعا في وصلى الله على القوة واستجاب الله له صلاة. مع قوته المكتشف حديثا شمشون يقرع أسفل عمود مما تسبب في معبد لتسقط على نفسه و3،000 الفلسطينيين.
وتشمل قصص أخرى واحدة من الملك شاول وحامل سلاحه. بعد تعرضه للإصابة قاتلة من قبل بعض الفلسطينيين الملك شاول يسأل حامل سلاحه لقتل له، ولكن عندما رفض عبده، أخذ السيف وسقط عليه. ثم مساعديه، ويجري ذلك في ذهول وفاة ملك له. تولى أيضا السيف وقتل نفسه (1 سام 31: 4-5). في هذا السياق الملك شاول والانتحار لانه يعتقد انه سيموت على أي حال، لذلك فهو يريد أن ينهي الألم عاجلا. عبده من ناحية أخرى يقتل نفسه من الإخلاص والاحترام لملك له.

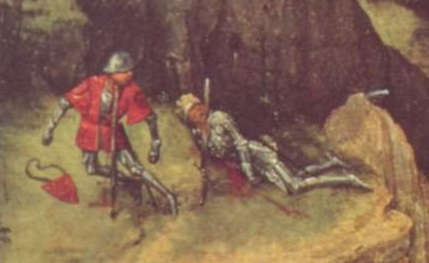
بيتر بروغل الأكبر، وفاة شاول (التفاصيل)، 1562.

الحساب الثالث هو خادما لابن الملك داود أبشالوم. كان اسمه أخيتوفل. قام بشنق نفسه لأن أبشالوم لم يأخذ بنصيحته. كان الرابع زمري. وكان خيانة وأعلن نفسه ملكا بعد قتل الملك الإله. عندما ان الجيش لن يتبع له، وقال انه حبس نفسه في مقر إقامته وأضرموا النار فيها.

### الأمثلة في العهد الجديد
انتحار المسجلة أكثر من المعروف على نطاق واسع في الكتاب المقدس هو على الارجح قصة يهوذا بعد خيانته ليسوع. "وقال انه فطرح الفضة في الهيكل وانصرف، ثم مضى وخنق نفسه" (متى 27: 6). قال القديس أوغسطين هذا الحادث "، وقال إنه لا يستحق الرحمة. وهذا هو السبب في عدم وجود ضوء أشرق في قلبه لإجباره على عجل للحصول على عفو من واحد انه خان،

### تعاليم الكتاب المقدس
هذه حسابات مختلفة الانتحار لا يملكون الكثير من الشرح الإضافي، لذلك فإنه ليس من الواضح ما تعاليم تأتي منها. ومع ذلك، بسبب عدم وجود تفاصيل، وكثير نفترض أن في إسرائيل القديمة، قد تم اعتبار الانتحار شيء طبيعي، أو حتى اعتبار البطولي.
ويشارك العلماء باستمرار في مناقشات بشأن العقيدة التي تدرس في الكتاب المقدس بشأن الانتحار. علم أغسطينوس أن «ليس هناك سبب شرعي لالانتحار، ولا حتى لتجنب الإثم .... عندما شنق يهوذا نفسه، وزيادة بدلا من تكفير جريمة أن الخيانة اللعينة». والمشكلة الوحيدة مع المطالبة أوغسطين هو أنه لا يقول على وجه التحديد، في العهد القديم أو العهد الجديد، فإن مذهب المتعلقة الانتحار.